# 阿里尔·沙恩斯基
阿里尔·沙恩斯基（Ariel Shainski，1993年4月2日—），以色列男子羽毛球運動員。

## 簡歷
2015年10月，阿里尔·沙恩斯基出戰以色列夏瑣羽毛球國際賽，與白俄羅斯選手克里斯蒂娜·斯利希合作贏得混合雙打冠軍。
2016年11月，阿里尔·沙恩斯基出戰以色列夏瑣羽毛球國際賽，分別與约纳森·列维特和克里斯蒂娜·斯利希合作赢得男子雙打和混合雙打冠軍，個人亦打進男子單打四強。

## 主要比賽成績
只列出曾進入準決賽的國際賽事成績：
| 年份   | 賽事                   | 公開賽級別 | 項目     | 拍檔              | 成績   |
| ------ | ---------------------- | ---------- | -------- | ----------------- | ------ |
| 2014年 | 以色列夏瑣羽毛球國際賽 | 國際系列賽 | 混合雙打 | 艾莉娜·普加奇     | 準決賽 |
| 2015年 | 以色列夏瑣羽毛球國際賽 | 未來系列賽 | 混合雙打 | 克里斯蒂娜·斯利希 | 冠軍   |
| 2016年 | 以色列夏瑣羽毛球國際賽 | 未來系列賽 | 男子單打 | －                | 準決賽 |
| 2016年 | 以色列夏瑣羽毛球國際賽 | 未來系列賽 | 男子雙打 | 约纳森·列维特     | 冠軍   |
| 2016年 | 以色列夏瑣羽毛球國際賽 | 未來系列賽 | 混合雙打 | 克里斯蒂娜·斯利希 | 冠軍   |
| 2018年 | 以色列夏瑣羽毛球國際賽 | 未來系列賽 | 男子雙打 | 盧卡斯·澤夫       | 冠軍   |
| 2019年 | 以色列夏瑣羽毛球國際賽 | 未來系列賽 | 混合雙打 | 尤瓦爾·普加奇     | 準決賽 |
| 2022年 | 以色列羽毛球公開賽     | 未來系列賽 | 混合雙打 | 達納·丹尼連科     | 準決賽 |

| 2007-2017年 | 首要超級賽 | 超級賽 | 黃金大獎賽 | 大獎賽 | 國際挑戰賽 | 國際系列賽 | 未來系列賽 | 其他 |

| 2018-2026年 | 總決賽 | 超級1000賽 | 超級750賽 | 超級500賽 | 超級300賽 | 超級100賽 | 國際挑戰賽 | 國際系列賽 | 未來系列賽 | 其他 |